# Echis hughesi
Echis hughesi este o specie de șerpi din genul Echis, familia Viperidae, descrisă de Cherlin 1990.
Este endemică în Somalia. Conform Catalogue of Life specia Echis hughesi nu are subspecii cunoscute.

## Etimologie
Numele specific, hughesi , este în onoarea herpetologistului britanic Barry Hughes.

## Descriere
E. hughesi crește până la o lungime totală (incluzând coada) de 21-32 cm(8-3,12-6 in). Solzii capului sunt similari cu cei a lui E.pyramidum. La trunchi,sunt între 24-25  rânduri de solzi. Solzii ventrali sunt în număr de 144-149 ,iar cei subcaudali sunt în număr de 28-30. Modelul de culoare variază, dar, în general, constă într-o serie de pete dorsale deschise, oblice, împodobite cu o culoare mai închisă.

## Rază geografică
Echis hughesi se găsește numai în nordul Somaliei, în nordul Miguurtiniei, lângă Meledin.
Localitatea tip este listată ca "Somalia, 10 ° 02 '[N lat.], 49 ° [E long.]".
Migiurtinia a fost numele unei regiuni, în Somalia, cunoscută în prezent sub numele de Bari, și ocupă aproximativ 70.000 km2 (27.000 km²) din vârful Cornului Africii.